# ヤロスラフ・ウラジミロヴィチ (ガーリチ公)
ヤロスラフ・ウラジミロヴィチ（ウラジミルコヴィチ） / ヤロスラフ・オスモムィスル（ロシア語: Ярослав Владимирович (Владимиркович)  / Ярослав Осмомысл、1130年頃 - 1187年10月1日）はガーリチ公ウラジーミル（ウラジミルコ）の子である（母はハンガリー王カールマーンの娘。名はおそらくZsófia）。通称の「オスモムィスル（Осмомысл）」は8人の知恵を持つ者、すなわち優れて聡明な者を意味する言葉であり、日本語文献では「八重に賢き」等と表現されている。

## 生涯

### ガーリチ公位の確立
1149年、スーズダリ公ユーリー・ドルゴルーキーの娘・オリガと結婚した。それはヤロスラフの父ウラジーミルと、ユーリーとの同盟を記念したものだった（共にキエフ大公イジャスラフと対立関係にあった）。1153年に父が死に、ガーリチ公位を継いだのちに、父の代から係争地となっていたヴォルィーニの都市をかけてイジャスラフと戦った。しかし1154年のテレボヴリの会戦(ru)では大損害を受け、最終的にはガーリチ軍の多くを捕虜として奪われた。イジャスラフは、捕虜とヤロスラフの長子権(ru)とを交換にして引き上げた。ただし、同年イジャスラフは死亡する。
1158年、ヤロスラフと、キエフ大公イジャスラフ（上記の人物とは別人）との間に争いが生じた。それはヤロスラフの従兄弟であり、ガーリチ公位の返還を求めるイヴァン（イヴァンはヤロスラフの父の存命中の1144年に、武力を持ってガーリチ公位を奪っていた(ru)。）の身柄を確保しようとするヤロスラフに対し、イジャスラフが引渡しを拒否して保護したことによるものだった。ヤロスラフは他の諸公や、ハンガリー王、ポーランド諸公の後援を取り付けて、再度イヴァンの引渡しを要求したがイジャスラフは応じず、逆にイヴァンの扇動に乗り、ポロヴェツ族、トルク族、ベレンデイ族らを率いてヤロスラフへ攻撃をしかけた。ヤロスラフの同盟者であったヴォルィーニ公ムスチスラフはベルゴロド（ベルゴロド＝キエフスキー）で包囲された。しかしベレンデイ族が裏切ったため、イジャスラフはベルゴロドからの撤退を余儀なくされた。翌年（1159年）、ヤロスラフとヴォルィーニ公ムスチスラフはキエフ大公位にロスチスラフを就けた（ロスチスラフの死（1167年）の後はヴォルィーニ公ムスチスラフがキエフ大公に就く。）。ヤロスラフと対立していたイジャスラフは1161年に、イヴァンは1162年に死亡した。以降、ヤロスラフは自身の死までガーリチ公国を統治し、他のルーシ諸公に対する大きな影響力を有した。そのドルジーナ（近衛兵）隊はポロヴェツ族への遠征を行い、ヤロスラフの名は遊牧民の間で恐れられた。
1164年、ビザンツ皇帝マヌエル1世に追われたアンドロニコスがガーリチに逃亡してきた（後にマヌエルとアンドロニコスは和解）。その後、1167年にハンガリー王国に対する同盟を締結した。1170年にはムスチスラフ（上記の同盟者ムスチスラフ）のキエフ大公位奪還戦(ru)を支援した。
ヤロスラフと同時代の（1185年の）ポロヴェツ族への遠征を題材とした『イーゴリ軍記』において、語り手である作者がルーシ各地の有力諸公に対し、団結して外敵とあたるべく呼びかける場面がある。そのうちヤロスラフに対する記述は以下のとおりである。
上記の記述はヤロスラフの権勢をうかがわせるものである。ヤロスラフはプルト川河口（ドナウ川に合流）の都市・マルィー=ガーリチ（小ガーリチの意。現ルーマニア・ガラツィ）を領有することで、ブルガリア、ビザンツ地域とのドナウ川交易を手中に収め、ガーリチ公国の交易・農業を発展させた。ヤロスラフの通称であるオスモムィスルは、その聡明さを称えるものであるとする説の他に、ヤロスラフが8種の言語を解したことに由来するという説がある。

### ボヤーレとの確執
ただし、ヤロスラフのその対外的な権勢の高さにもかかわらず、国内では、隣国であるポーランド王国、ハンガリー王国の貴族政治を範として結束したボヤーレ（貴族）層の反発への対応を迫られた。ヤロラフとボヤーレとの軋轢は、ヤロスラフと妻のオリガとの関係が決裂した時期に特に高まった。1171年、オリガは息子のウラジーミルと共にポーランドへ亡命した。ヤロスラフはこの時、アナスタシヤという名の女性を愛しており、正統な妻子であるオリガとウラジーミルよりも、アナスタシヤとその子のオレグに愛着を示すようになっていた。反ヤロスラフ派のボヤーレのうち、コンスタンチンがオリガに付添いポーランドへ同行した。他のボヤーレたちはガーリチで反乱を起こすと、アナスタシヤを捕らえて焼き殺し、ヤロスラフに、オリガと和解することの宣誓を強いた。（結局は、翌年にはオリガとウラジーミルは、ウラジーミル（オリガはウラジーミル・スーズダリ公国出身。）へ逃亡している。）結果的には、ヤロスラフはボヤーレに渡った権力の回復には至らなかった。

### 死と継承者
ヤロスラフは1187年にガーリチで死亡し、生神女就寝大聖堂に埋葬された。その地位は庶子であるオレグに譲られ、正妻の子であるウラジーミルはペレムィシュリを受領した。その後オレグは毒殺され、ガーリチ公位は一時ウラジーミルの手に渡るが、ウラジーミルの死後、その子達がガーリチ公位を継ぐことはなく、ヤロスラフの血統は途絶えた。ガーリチ公位にはガーリチのボヤーレによって招聘された、隣国・ヴォルィーニ公国のロマンが就き、両国を併せたガーリチ・ヴォルィーニ公国が成立することになる。

## 妻子
妻はスーズダリ公ユーリーの娘・オリガ。後にアナスタシヤという愛人を持った。子には以下の人物がいる。
オリガの子：
- エフロシニヤ - ノヴゴロド・セヴェルスキー公イーゴリと結婚。
- 娘
- ウラジーミル - ガーリチ公
- ヴィシェスラヴァ - ポーランド大公ミェシュコ3世の長男・オドンと結婚[3][注 3]

アナスタシヤの子：
- オレグ - ガーリチ公